# 乍杜蓬·真那翁
乍杜蓬·真那翁（1993年7月19日—），泰国男子举重运动员，2010年夏季青年奥运会男子77公斤级银牌得主、2014年亚洲运动会男子77公斤级铜牌得主、2018年亚洲运动会男子77公斤级铜牌得主。